# Sinthom
Das Sinthom oder Sinthome (frz.) ist in der Theorie des französischen Psychoanalytikers Jacques Lacan jener Teil des Symptoms, der den Kern des Subjekts bildet. Im Unterschied zum Symptom ist das Sinthom kein Signifikant; es verweist nicht auf etwas anderes. So widersteht es jeder Interpretation und ist letztlich nicht auflösbar. Es gehört dem Bereich des Realen an, sofern es die Art und Weise darstellt, in der das Subjekt sein Genießen organisiert.
Lacan führt den Begriff des „Sinthoms“ erst spät ein – im Seminar XXIII: Le Sinthome von 1975 bis 1976; und auch dort verwendet er zum Teil noch die herkömmliche Schreibweise „Symptom“, wenn er vom Sinthom schreibt. Lacan führt aus, dass „das Symptom nur als die Art und Weise definiert werden kann, in der jedes Subjekt das Unbewußte genießt [jouit], insofern als das Unbewußte sie bestimmt“.

Borromäische Ringe

In Lacans Modell der Borromäischen Ringe des Realen, Imaginären und Symbolischen bildet das Sinthom einen zusätzlichen vierten Ring, der durch das „Reuleaux-Dreieck“ im Zentrum der drei Ringe gebildet wird. Das Sinthom ist also dasjenige Element, das den Knoten überhaupt erst zusammenhält. Sofern es auf diese Weise das Zentrum des Subjekts bildet – das, „was es einem erlaubt zu leben“ – besteht nach Lacan die Aufgabe der Psychoanalyse nicht in der Auflösung des Sinthoms, sondern vielmehr in der Identifikation mit ihm.
Slavoj Žižeks Buchtitel Liebe Dein Symptom wie Dich selbst (1991) ist eine Anspielung auf diese notwendige Identifikation. Žižek schreibt dazu:
„Und insofern im Symptom ein Kern des Genießens persistiert, der jeder Interpretation widersteht, ist vielleicht auch das Ende der Analyse nicht in einer interpretativen Auflösung des Symptoms zu suchen, sondern in einer Identifikation mit ihm, in einer Identifikation des Subjekts mit diesem nicht-analysierbaren Punkt, mit diesem partikularen ‚pathologischen‘ Tick, der letztendlich die einzige Stütze seines Daseins bildet.“